# Adam Richman

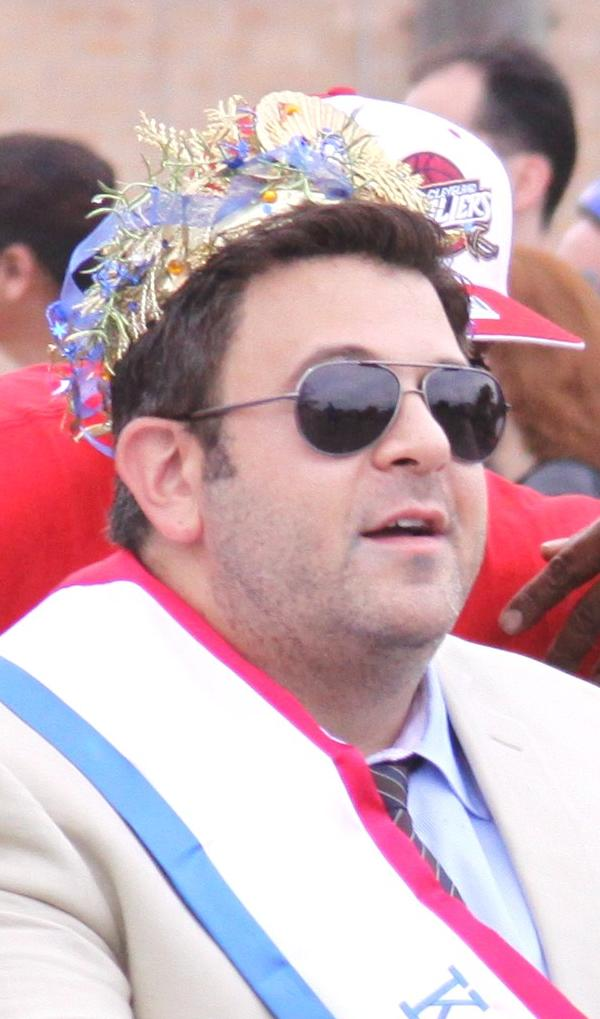
Adam Richman auf der Mermaid Parade (2011)

Adam Richman (* 16. Mai 1974 in Brooklyn, New York, USA) ist ein amerikanischer Schauspieler. In Deutschland wurde er durch die Sendung Verdammt lecker! Nachschlag für Adam Richman auf dem Sender DMAX bekannt.

## Leben
Adam Richman stammt aus einer jüdischen Familie und wuchs in Brooklyn, New York auf. Er besuchte die Midwood High School und begann danach ein Studium an der Emory University in Atlanta, Georgia. Später erhielt er seinen Master an der Yale School of Drama.

## Karriere
Seine Schauspielkarriere begann mit Gastrollen in Springfield Story, All My Children und Law & Order. Er spielte Gott (als Fleischer) in Folge 14 der ersten Staffel von Die himmlische Joan. Außerdem trat er in regionalen Theaterproduktionen und in verschiedenen Reklamesendungen auf.
Als selbsternannter „Food-Expert“ begann er 2008 mit der Reality-TV-Serie Verdammt lecker! Nachschlag für Adam Richman (Original: Man v. Food auf Travel Channel), die seit 2010 auf DMAX ausgestrahlt wird.
In der Serie suchte Richman Restaurants in verschiedenen Orten der Vereinigten Staaten auf und stellte Spezialitäten der jeweiligen Region vor. Am Ende jeder Folge nahm Richman an einer Challenge teil, einem Wettessen, z. B. das Verspeisen von 180 Austern, 2,5 kg Pizza oder Riesenburgern, bei dem er versucht, sich in die Rekordlisten der jeweiligen Restaurants einzutragen. Oftmals gelang ihm dies sogar. Sofern er die Gelegenheit zur Vorbereitung auf seine Wettessen hatte, nahm er nach eigenen Aussagen zuvor einen Tag lang keine oder kaum Nahrung zu sich und trank dafür viel Wasser, um seinen Magen zu dehnen.
Richman erklärte am 27. Januar 2012 auf seiner Facebook-Seite, sich aus dem Format zurückziehen zu wollen. Gründe für seinen Rückzug nannte er nicht. Die Produktion der Show wurde daraufhin nach vier Staffeln eingestellt.
Seit 2014 ist Richman in dem ähnlichen Format „Adam Richman - Jäger des ultimativen Geschmacks“ (Original: „Man finds Food“ / seit Staffel 2: „Secret Eats with Adam Richman“) zu sehen.

## Fernsehen
- 2004: Die himmlische Joan – in einer Folge als Gott
- 2004: All My Children – in einer Folge als Andy
- 2006: My Ex Life
- 2006: Law & Order – in einer Folge als Officer Cataldo
- 2006: Springfield Story – in einer Folge als Lurker
- 2008: Verdammt lecker! Nachschlag für Adam Richman – als er selbst
- 2008: The Tonight Show als Gast von Conan O’Brien
- 2014–2016: Adam Richman – Jäger des ultimativen Geschmacks – als er selbst
- 2022: Adam Eats the 80s – Fast Food Classics – als er selbst